# New Trenton (Indiana)
New Trenton es un lugar designado por el censo ubicado en el condado de Franklin en el estado estadounidense de Indiana. En el Censo de 2010 tenía una población de 252 habitantes y una densidad poblacional de 220,63 personas por km².

## Geografía
New Trenton se encuentra ubicado en las coordenadas 39°18′32″N 84°53′49″O / 39.30889, -84.89694. Según la Oficina del Censo de los Estados Unidos, New Trenton tiene una superficie total de 1.14 km², de la cual 1.14 km² corresponden a tierra firme y (0%) 0 km² es agua.

## Demografía
Según el censo de 2010, había 252 personas residiendo en New Trenton. La densidad de población era de 220,63 hab./km². De los 252 habitantes, New Trenton estaba compuesto por el 98.81% blancos, el 0% eran afroamericanos, el 0% eran amerindios, el 0% eran asiáticos, el 0% eran isleños del Pacífico, el 0% eran de otras razas y el 1.19% pertenecían a dos o más razas. Del total de la población el 0.4% eran hispanos o latinos de cualquier raza.